# Rosebud West
Rosebud West är en del av en befolkad plats i Australien. Den ligger i kommunen Mornington Peninsula och delstaten Victoria, omkring 62 kilometer söder om delstatshuvudstaden Melbourne. Antalet invånare är 4 579.
Närmaste större samhälle är Mount Martha, omkring 16 kilometer nordost om Rosebud West. 
I omgivningarna runt Rosebud West växer i huvudsak städsegrön lövskog. Runt Rosebud West är det ganska tätbefolkat, med 129 invånare per kvadratkilometer. Genomsnittlig årsnederbörd är 939 millimeter. Den regnigaste månaden är juni, med i genomsnitt 128 mm nederbörd, och den torraste är januari, med 44 mm nederbörd.